# 貝蘭·薩特
貝蘭·薩特（Beren Saat，1984年2月26日—）是土耳其女演員。她最為人所知的作品包括：電視劇《Aşk-ı Memnu》 、《Fatmagül'ün Suçu Ne?》及《Muhteşem Yüzyıl: Kösem》 。
在2008年至2014年其間，薩特是土耳其收入最高的女演員。她的丈夫Kenan Doğulu是一名歌手。

## 外部連結
- 貝蘭·薩特在互联网电影资料库（IMDb）上的資料（英文）